# Orthogonioptilum klinzigi
Orthogonioptilum klinzigi is een vlinder uit de familie nachtpauwogen (Saturniidae), onderfamilie Saturniinae.
De wetenschappelijke naam van de soort is voor het eerst geldig gepubliceerd door Darge in 1988.